# Martin Wistinghausen
Martin Wistinghausen (* 22. Februar 1979 in Düsseldorf) ist ein deutscher Komponist und Sänger (Bass).

## Leben
Wistinghausen studierte Gesang (Kurt Moll, Rudolf Piernay), Gesangspädagogik, Komposition (Ernst Bechert, Ulrich Leyendecker), Germanistik und Geschichte (Magister) in Köln, Mannheim und Düsseldorf. Zuletzt bildete er sich als Stipendiat des Deutschen Akademischen Austauschdienstes im Fach Komposition bei Adriana Hölszky am Salzburger Mozarteum fort.
Außerdem besuchte er Meisterkurse bei Dietrich Fischer-Dieskau (Gesang) und Salvatore Sciarrino (Komposition).
Er konzertierte mit namhaften Ensembles wie den Basler Madrigalisten und L’arpa festante und erhielt eine Reihe von Kompositionsaufträgen.
Seine Werke erklangen bei zahlreichen Festivals, im Rundfunk (SWR, Deutschlandradio Kultur, Espace 2) und wurden von renommierten Ensembles wie dem „Österreichischen Ensemble für Neue Musik“, den „Neuen Vocalsolisten“, dem „Gémeaux Quartett“ und dem Dresdner Ensemble Auditivvokal Dresden interpretiert.
Am Theater der Stadt Heidelberg sowie im Rahmen der „3. Rheinsberger Opernwerkstatt“ 2008 kamen szenische Werke von ihm zur Aufführung.
Er ist Gründungsmitglied und Sänger des seit 2008 bestehenden Sextetts Komponistenverschwörung.
Wistinghausen lebt in Düsseldorf.

## Auszeichnungen und Stipendien (Auswahl)
- zahlreiche Preise bei „Jugend komponiert“ und „Jugend musiziert“ 1993–1997
- Kompositionspreis der „Berliner Cappella“ 2005
- Netzwerk „Junge Ohren“-Preis für das „Neue Wunderhorn“ 2007
- Preisträger des Internationalen Gesangwettbewerbs der Kammeroper Schloss Rheinsberg (2007/08)
- Förderpreis im Salzburger Kompositionswettbewerb „vocal arts“ 2009
- Stipendien der Walter Kaminsky-Stiftung, des DAAD, des Richard-Wagner-Verbandes, der Internationalen Bachakademie Stuttgart sowie der Konrad-Adenauer-Stiftung (Künstlerstipendium 2009)
- Auswahl „Call for scores“ „L’arsenale“ und „Neue Vocalsolisten“ (2011)
- Künstlerstipendium „Kleiner Markgräflerhof“ Basel (2014)[1]
- Auswahl „Call for scores“ „Risuonanze“ (2015)[2]
- Kantoren-/Kirchenmusik-Kompositionsstipendium der Stadt Düsseldorf (2017)
- Aufenthaltsstipendium im Künstlerhaus Schloss Wiepersdorf (2018)
- Förderpreis für Musik der Landeshauptstadt Düsseldorf 2019

## Werke (Auswahl)
- Due sonetti di Dante für Bassstimme und Klavier (2002)
- Sarastros Abschied (Zwei Opernszenen nach J. W. Goethes Fragment „Der Zauberflöte zweiter Teil“) für Sopran, Bariton, Bass und zehn Instrumente (2003/04)
- 5 Lieder für Sopran und Klavier (Texte: E. Lasker-Schüler und G. Trakl) (2003/04)
- Klagegesänge des Jeremias in drei Teilen (2003/04) für gemischten Chor
- Johanna-Trilogie (nach Texten von F. Schiller und C.de Pisan) für Mezzosopran, Bariton, Oboe d’amore, Violine, Schlagzeug und Klavier (2005)
- Adieu, adieu Engel … Fünf Versuche der musikalischen Annäherung an Mozart für Altus und Streichorchester (2005/06)
- Passacaglia oscura für große Flöte, Pianoforte, Schlagzeug, Violine, Viola und Violoncello (2007)
- 3 mal 11 Spielzüge für ein instrumentales 5er-Team (Saxophon, Trompete, Schlagzeug, E-Gitarre und Pianoforte) (2008)
- Fahrt im Dunkeln (Opernszene auf einen Text von G.Eich) (2008) für Sopran, Mezzosopran, Alt, Tenor, Klarinette, Schlagzeug, Pianoforte und Streicher
- Vier poetische Skizzen für Bassstimme, Klarinette und Gitarre (2005/08) (Text: Pierre G. Pouthier, Else Lasker-Schüler, Georg Trakl)
- Traumgesänge für 6 Solostimmen (2009) (Text: Günter Eich, Ingeborg Bachmann)
- Contra-Punkte für Streichquartett (2009)
- Teddy Brumm – eine musikalische Bärengeschichte für einen Erzähler und Orchester (2010) (Text: Nils Werner) – Auftragswerk der Komischen Oper Berlin
- Spuren für Bassstimme und Violoncello (2010/11) (Text: Robert Walser, Ingeborg Bachmann, Ernst Jandl, Peter Hille, Paul Celan)
- Duo für Violine und Gitarre (2011)
- Träume für Tenor, Bariton und Ensemble (2011) (Text: Ingeborg Bachmann, Günter Eich)
- Lamentationes für Bassstimme und Orgel (2012)
- Schatten Rosen Schatten für Sopran, Flöte und Violine (2012)
- Es ist genug – Gethsemane-Reflexionen für Soli, Chor, Orchester und Orgel (2013/2014) (Text: Neues Testament, Rainer Maria Rilke, Friedrich Hölderlin – Mitarbeit Textgestaltung: Erika Ria Otto)
- Jerusalem für 5 Stimmen a cappella (2013/2014) (Text: Altes Testament)
- Rosengesänge für Vokalquartett und Akkordeon (2015) (Text: Ingeborg Bachmann, Shiki Masaoka, Federico Garcia Lorca, William Blake, Yosa Buson)
- 5 Mannemer Chorskizzen für Männerchor und gemischten Chor nach Texten und Musik von Friedrich Schiller und Wolfgang Amadeus Mozart (2015)
- amore langueo für Klarinette, Violine und Klavier nach Texten aus dem "Hohelied" (2016)
- Schlaf worden – vier Bachreflexionen für Sprecher, Chor und Instrumentalensemble (Texte: Johann Franck, Barthold Heinrich Brockes, Daniel Czepko von Reigersfeld) (2016/17)
- Lux in tenebris für vier Chorgruppen und zwei Orgeln (2015/2017)
- Wasser-Bilder für Solostimmen (S/T/B), drei Chorgruppen, Flöte, Violoncello, Schlagzeug und Orgel (2018) (Text: Altes Testament, Günter Eich, W. Szymborska, Ingeborg Bachmann)
- Lamentationes für Sopran solo